# Zagarzazú nemzetközi repülőtér
A Zagarzazú nemzetközi repülőtér (ICAO: SUCM) Uruguay egyik nemzetközi repülőtere, amely Carmelo közelében található. 

## Futópályák
A repülőtér futópályái:
- 17/35 (1060 m, törmelék)

## Légitársaságok és úticélok
Erre a repülőtérre nem közlekednek menetrend szerinti járatok.